# Trg svobode (Maribor)

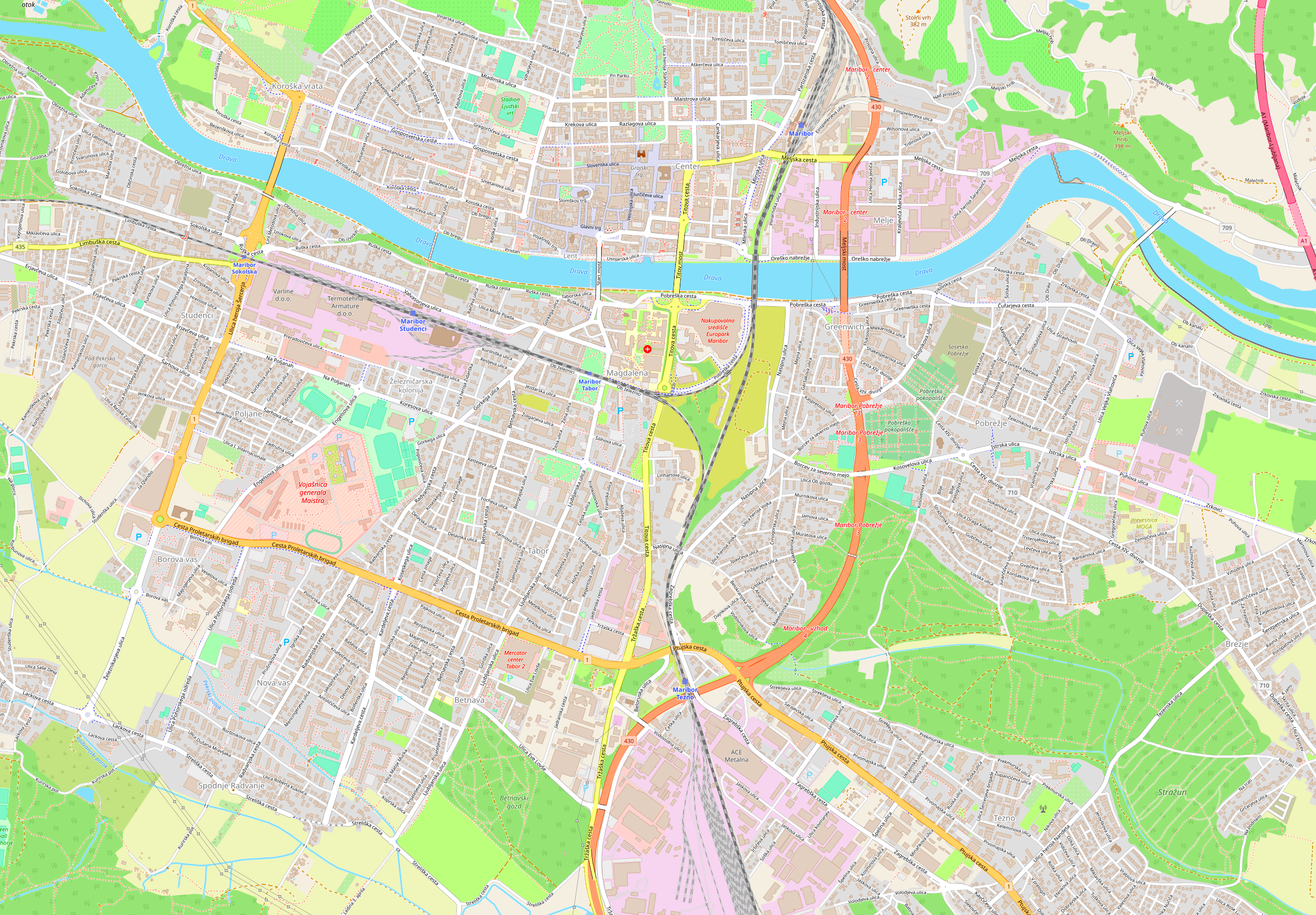

Trg svobode (deutsch: Platz der Freiheit) ist der Name eines Platzes in der Altstadt von Maribor, Slowenien.

## Geschichte
Der Trg svobode liegt am Rande des Stadtzentrums von Maribor. Als zu Beginn des 19. Jahrhunderts der Verteidigungsgraben des Schlosses zugeschüttet wurde, wurde an dieser Stelle ein Schlossgarten angelegt, der nach der Gräfin Sophia Brandis Sophienplatz genannt wurde. Nach dem Ersten Weltkrieg erhielt der Markt seinen heutigen Namen.

## Lage
Der Trg svobode liegt östlich der Burg von Maribor und südlich des Trg generala Maistra in Maribor.

## Abzweigende Straßen
Partizanska cesta im Südosten.

## Bauwerke und Einrichtungen
- Schloss Maribor
- NOB-Denkmal von Slavko Tihec aus dem Jahr 1975 zur Erinnerung an den Nationalen Befreiungskampf Sloweniens im Zweiten Weltkrieg.[5][6]
- Weinkeller Vinagova klet[7]